# 日本足球聯賽 (1999年以後)
日本足球聯賽 （日本フットボールリーグ，Japan Football League，簡稱JFL）是自1999年起，日本足球協會足球聯賽系統中的頂級業餘聯賽，可是實際上，它是一個半職業聯賽，很多全職的球員在此聯賽中比賽。

## 歷史
1992-1998年間，日本足球聯賽系統分佈為：職業聯賽(第1級，職業聯賽系統只此一級）、舊JFL(第2級)、地區聯賽（第3級，地區聯賽以下級別省略）。1999年職業聯賽新設乙級聯賽（J2），成為聯賽系統（同時為職業聯賽系統）第2級。1998年球季的9支舊JFL球隊，加入了J2。另外7支球隊（分別為日本電裝、本田、Jatco FC、國士館大學足球隊、水戶蜀葵、大塚製藥FC及索尼仙台）、因橫濱水手和橫濱飛翼合併而另創的橫濱FC及1998球季地區聯賽總冠軍橫河電機則留在JFL，成為第3級聯賽。
其後參賽球隊數量由9支增加至12支，2001年達到16支。在2002年有18支球隊，但2003年回復至16支，並在2006年重新增加至18支。由於高崎藝術退出，2012賽季只有17支球隊作賽。大部份球隊都是日本公司所屬的業餘球隊。職業聯賽球隊的B隊（例如岡山綠雉B隊）也可參加，但只有持有日職聯牌照的A隊，才可升級至職業聯賽系統。
日本丙組職業足球聯賽(J3 League)於2014年成立後，JFL名義上與J3同屬第3級聯賽，但實際是第4級聯賽，因為進入職業聯賽系統的其中一個規定是，只有在JFL升級區內成績最好的兩隊日職聯百年計劃加盟球會，便可於來季轉到職業聯賽系統最低級別參賽（當時為J3）。但奪得地區聯賽（官方的第4級聯賽）總冠軍的加盟球會卻不可因而直接進入職業聯賽系統，只能升至而JFL。2013年度地區聯賽總冠軍盛岡仙鶴則屬特例。

首屆（2014年）J3有12隊參賽，以2013年度J2自動降級→J2/JFL附加賽敗方→JFL→地區聯賽總決賽最終名次→地區聯賽總決賽分組賽名次，加上日職聯U22選拔隊組成。J2第22名鳥取飛翔雖避免自動降級（JFL冠軍長野拍檔只持有J3牌照，不能參加J2），但附加賽仍敗於讚岐（持有J2牌照），連同長野在內共9隊於JFL的加盟球會及選拔隊，仍只得11隊。因此，最後一個名額由最終名次（盛岡→山口→沼津）依次替補。盛岡因以此特例「跳級」至J3。
2023年球季，J3實行降級制度，JFL將會接收自J3降級的球隊，成為第4級聯賽。

## 賽制
比賽採取雙循環賽制，每場比賽90分鐘，不設加時。勝方得3分，打和各得1分，負方0分。
2014年賽制有所改變，比賽改以日甲成立初期的兩階段賽制，比賽隊伍每階段以單循環形式對賽，但不設加時。
各階段的冠軍將會進行主客制的冠軍爭奪戰，以決定總冠軍，而第3名或以下則以兩階段積分總和排名。
聯賽設有降級制度，但每季都會因應升級球隊數量及賽會編制有所調整。
以2021年賽季為例，在賽季結束時：
1. 如沒有球隊升級，第17名球隊直接降至地區聯賽，第16名與地區聯賽總冠軍、第15名與地區聯賽總亞軍進行附加賽，勝方參與JFL，負方參與地區聯賽
2. 如有一球隊升級，第17名球隊與地區聯賽總冠軍、第16名與地區聯賽總亞軍進行附加賽，勝方參與JFL，負方參與地區聯賽
3. 如有兩球隊升級，第17名球隊與地區聯賽總亞軍進行附加賽，勝方參與JFL，負方參與地區聯賽，地區聯賽總冠軍直接升級

而2020年球季，因賽會宣佈在2021年將有最多18支隊伍參賽，不但沒有球隊降級，地區聯賽總冠軍及總亞軍更直接升級。
聯賽亦設有升級制，在賽季結束時，JFL的球隊必須滿足下列條件：
1. 成為日職聯百年計劃加盟球會，並持有日職聯牌照
2. 在JFL取得球季的前四名（升級區）；如升級區內多於兩隊持有日職聯牌照，則只有成績最好的兩隊入選。

2023年球季起，為配合職業聯賽系統改制，升級條件如下：
1. 持有日職聯牌照(無需成為日職聯百年計劃加盟球會)
2. 在球季取得前兩名，首名直接升級，次名需勝出附加賽

另外，在上半季中積分榜排行榜首的球隊，可獲得參加天皇杯資格，參與第一圈賽事。但2014年度天皇杯起取消了此資格。

## 參賽球隊
2025年日本足球聯賽參賽隊伍共有 16 支。
| 中文名稱         | 英文名稱                   | 所在城市       | 上季成績       |
| ---------------- | -------------------------- | -------------- | -------------- |
| 橫濱體育及文化會 | Y.S.C.C. Yokohama          | 神奈川縣橫濱市 | 日丙，第 19 位 |
| 岩手盛岡仙鶴     | Iwate Grulla Morioka       | 岩手縣盛岡市   | 日丙，第 20 位 |
| 枚方愛戀         | F.C. TIAMO Hirakata        | 大阪府枚方市   | 第 3 位        |
| 滋賀湖王         | Reilac Shiga F.C.          | 滋賀縣彦根市   | 第 4 位        |
| 三重十四         | Veertien Mie               | 三重縣桑名市   | 第 5 位        |
| 大分紅溫泉       | Verspah Oita               | 大分縣大分市   | 第 6 位        |
| 本田FC           | Honda F.C.                 | 靜岡縣濱松市   | 第 7 位        |
| 浦安市川矛船     | Briobecca Urayasu Ichikawa | 千葉縣浦安市   | 第 8 位        |
| 沖繩SV           | Okinawa Sport-Verein       | 沖繩縣豐見城市 | 第 9 位        |
| 青森清海         | ReinMeer Aomori F.C.       | 青森縣青森市   | 第 10 位       |
| 鈴鹿競技         | Atletico Suzuka Club       | 三重縣鈴鹿市   | 第 11 位       |
| 岡崎丸安         | F.C. Maruyasu Okazaki      | 愛知縣岡崎市   | 第 13 位       |
| 新宿創造         | Criacao Shinjuku           | 東京都新宿區   | 第 14 位       |
| 橫河武藏野       | Yokogawa Musashino F.C.    | 東京都武藏野市 | 第 15 位       |
| 美蓓亞三美FC     | Minebea Mitsumi F.C.       | 宮崎縣宮崎市   | 第 16 位       |
| 飛鳥FC           | Asuka F.C.                 | 奈良縣橿原市   | 地聯總冠軍     |

## 歷屆JFL冠軍及升/降級球隊
| 賽季 | 冠軍          | 亞軍             | 升級 | 由地區聯賽升班 / 由日丙降班                                                      | 降至地區聯賽                                    |
| ---- | ------------- | ---------------- | --- | -------------------------------------------------------------------------------- | ----------------------------------------------- |
| 1999 | 橫濱FC        | 本田FC           | 水戶蜀葵 | 橫河電機                                                                         | 無                                              |
| 2000 | 橫濱FC(2)     | 本田FC           | 橫濱FC | 靜岡產業大學 栃木SC 北陸羚羊 FC KYOKEN                                           | 無                                              |
| 2001 | 本田FC        | 大塚製藥FC       | 無 | 東京佐川急便 YKK AP FC 鳥取SC(現稱鳥取飛翔) 愛媛FC NTT西日本熊本(改名為熊本雲雀) | 無                                              |
| 2002 | 本田FC(2)     | 東京佐川急便     | 無 | 大阪佐川急便 宮崎教師                                                            | 靜岡產業大學 熊本雲雀 宮崎教師                  |
| 2003 | 大塚製藥FC    | 本田FC           | 無 | 佐川印刷SC                                                                       | Jatco FC(解散) 京都BAMB(即FC KYOKEN)            |
| 2004 | 大塚製藥FC(2) | 本田FC           | 草津溫泉 大塚製藥FC(改名為德島漩渦) | 草津溫泉(現稱群馬溫泉) 群馬堀越                                                  | 國士館大學(退出)                                |
| 2005 | 愛媛FC        | YKK AP FC        | 愛媛FC | 流通經濟大學FC 三菱汽車水島 本田制鎖SC(現稱美蓓亞三美FC)                         | 無                                              |
| 2006 | 本田FC(3)     | 東京佐川急便     | 無 | 千葉市原B隊 熊本羅素 FC琉球                                                      | 本田制鎖SC (大阪佐川與東京佐川合併成佐川急便SC) |
| 2007 | 佐川急便SC    | 熊本羅素         | 熊本羅素(改名為熊本羅亞素) FC岐阜 | TDK SC(現稱秋田藍閃電) FC岐阜                                                    | (北陸羚羊與YKK AP合併成富山勝利)                |
| 2008 | 本田FC(4)     | 栃木SC           | 栃木SC 岡山綠雉 富山勝利 | 岡山綠雉 北九州新浪 琵琶湖草津(現稱滋賀湖王)                                     | 無                                              |
| 2009 | 佐川滋賀      | 橫河武藏野       | 北九州新浪(改名為北九州向日葵) | 町田澤維亞 長崎成功丸 本田制鎖SC                                                 | 三菱汽車水島(退出) FC刈谷(即電裝SC)             |
| 2010 | 鳥取飛翔      | 佐川滋賀         | 鳥取飛翔 | 松本山雅 日立栃木葡萄(現稱栃木城) 金澤薩維根                                     | 流通經濟大學FC                                  |
| 2011 | 佐川滋賀(2)   | 長野拍檔         | 町田澤維亞 松本山雅 | 讚岐釜玉海 長野拍檔                                                              | 千葉市原B隊(解散) 高崎藝術(即群馬堀越，解散)    |
| 2012 | 長崎成功丸    | 長野拍檔         | 長崎成功丸 | 藤枝MYFC 橫濱體育文化 大分豐洋(現稱大分紅溫泉)                                   | 佐川滋賀(解散)                                  |
| 2013 | 長野拍檔      | 讚岐釜玉海       | 讚岐釜玉海 (持有J2會籍並於附加賽擊敗鳥取，特准升至J2) 長野拍檔、SC相模原 町田澤維亞、金澤薩維根 秋田藍閃電、FC琉球 橫濱體育文化、藤枝MYFC、福島聯 (因應J3設立，全部升至J3) | SC相模原 福島聯                                                                  | 無                                              |
| 2014 | 本田FC(5)     | 佐川印刷京都     | 山口雷法 | 沼津青藍、八戶雲羅里 岡山綠雉B隊、山口雷法 鹿兒島聯、丸安工業(改名為岡崎丸安)    | 無                                              |
| 2015 | 索尼仙台      | 八戶雲羅里       | 鹿兒島聯 | 奈良俱樂部 FC大阪 Club Dragons(改名為流通經濟大學龍崎)                           | SP京都(即佐川印刷京都，解散)                    |
| 2016 | 本田FC(6)     | 流通經濟大學龍崎 | 沼津青藍 | 青森清海 浦安矛船                                                                | 岡山綠雉B隊(解散)                               |
| 2017 | 本田FC(7)     | 青森清海         | 無 | FC今治 三重十四                                                                  | 浦安矛船 栃木葡萄(現稱栃木城)                   |
| 2018 | 本田FC(8)     | FC大阪           | 八戶雲羅里 | 女川鈷藍 宮崎棒牛鳥                                                              | 女川鈷藍                                        |
| 2019 | 本田FC(9)     | 索尼仙台         | FC今治 | 松江城 鈴鹿無限(現稱鈴鹿競技)                                                    | 流通經濟大學龍崎                                |
| 2020 | 大分紅溫泉    | 宮崎棒牛鳥       | 宮崎棒牛鳥 | 磐城FC 高知聯                                                                    | 無                                              |
| 2021 | 磐城FC        | 本田FC           | 磐城FC | 枚方愛戀 FC刈谷                                                                  | FC刈谷                                          |
| 2022 | 奈良俱樂部    | FC大阪           | 奈良俱樂部 FC大阪 | 新宿創造                                                                         | 島根神樂(即松江城，退出)                        |
| 2023 | 本田FC(10)    | 浦安矛船         | 無 | 浦安矛船 沖繩SV                                                                  | 無                                              |
| 2024 | 栃木城        | 高知聯           | 栃木城 高知聯 | 栃木城                                                                           | 索尼仙台(解散)                                  |
| 2025 |               |                  | | 橫濱體育文化 岩手盛岡仙鶴 飛鳥FC                                                 |                                                 |

## 備註
1. ↑  如同時表述1999年前後的JFL，JFL只用作表示1999年起的聯賽，1992-1998年會以舊JFL表示

1. ↑  .   [2023-01-07]. （原始内容存档于2023-02-04）.
2. ↑  .   [2023-01-07]. （原始内容存档于2023-01-07）.